# Liste der Biografien/Bex
Liste der Biografien |
Portal Biografien |
Personensuche
# |
A |
B |
C |
D |
E |
F |
G |
H |
I |
J |
K |
L |
M |
N |
O |
P |
Q |
R |
S |
T |
U |
V |
W |
X |
Y |
Z |
?
 
Ba |
Be |
Bd |
Bg |
Bh |
Bi |
Bj |
Bl |
Bm |
Bn |
Bo |
Br |
Bs |
Bu |
Bw |
By |
Bz
 
Bea–Beb |
Bec |
Bed |
Bee |
Bef |
Beg |
Beh |
Bei |
Bej |
Bek |
Bel |
Bem |
Ben |
Beo |
Bep |
Beq |
Ber |
Bes |
Bet |
Beu |
Bev |
Bew |
Bex |
Bey |
Bez
Die Liste der Biografien führt alle Personen auf, die in der deutschsprachigen Wikipedia einen Artikel haben. Dieses ist eine Teilliste mit 8 Einträgen von Personen, deren Namen mit den Buchstaben „Bex“ beginnt.

## Bex
- Bex, Adolf (1907–2001), deutscher Politiker (CDU), MdL
- Bex, Emmanuel (* 1959), französischer Jazzorganist

### Bexe
- Bexell, David (1861–1938), schwedischer lutherischer Bischof
- Bexell, Olle (1909–2003), schwedischer Leichtathlet

### Bexo
- Bexon, Gabriel Léopold Charles Amé (1748–1784), französischer Naturforscher, römisch-katholischer Geistlicher

### Bext
- Bexte, Bernd (1947–2011), deutscher Zeichner, Cartoonist, Grafiker, Plakatkünstler und Hochschullehrer
- Bexte, Bettina (* 1964), deutsche Illustratorin und Cartoonistin
- Bexte, Peter (* 1954), deutscher Kunst- und Medienwissenschaftler sowie Hochschullehrer